# 蓬塔旺
蓬塔旺（法語發音：[pɔ̃.t‿avɛn]）是法国西北部布列塔尼大区菲尼斯泰尔省的一个市镇，属于坎佩尔区。

## 地名
“蓬塔旺”（Pont-Aven）一名在布列塔尼语中的意思为“河桥”。由于“Pont”在法语和布列塔尼语中均意为“桥”，故该地名又译“阿凡桥”、“阿旺桥”。

## 历史
在1675年，蓬塔旺是参与反抗路易十四的布列塔尼抗税起义的城镇之一。

## 地理
蓬塔旺（47°51'20"N, 3°44'50"W）面积28.63 平方千米，位于法国布列塔尼大區菲尼斯泰尔省，地处潮汐河和淡水河的交界处。阿旺河贯穿蓬塔旺，该河水质良好，pH值8.5，呈弱碱性。
与蓬塔旺接壤的市镇（或旧市镇、城区）包括：巴纳莱克、梅尔旺、内韦、贝隆河畔里耶克、罗斯波尔当、特雷甘。
蓬塔旺的时区为UTC+01:00、UTC+02:00（夏令时）。

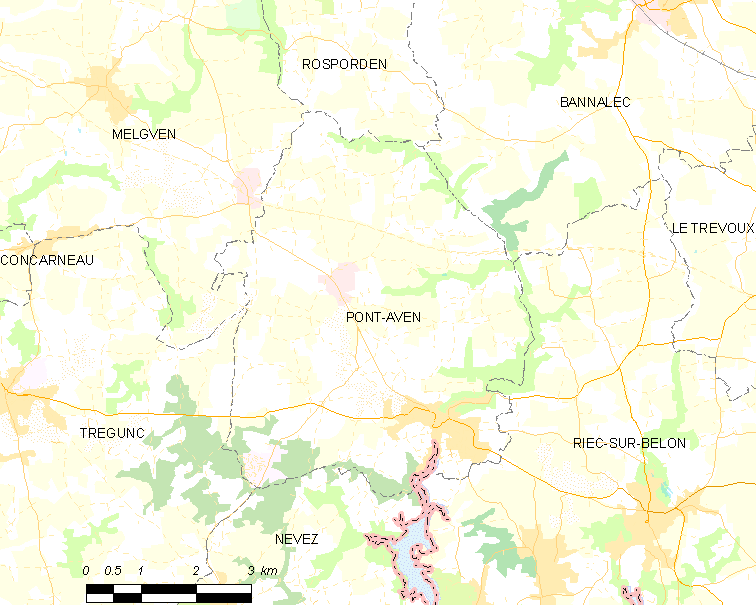
蓬塔旺的OSM定位图

## 行政
蓬塔旺的邮政编码为29930，INSEE市镇编码为29217。

## 政治
蓬塔旺所属的省级选区为滨海莫埃朗县。

## 文化

### 艺术
蓬塔旺主要是由于聚集在埃米尔·伯纳德和保罗·高更周围的艺术家群体而著称，保罗·塞律西埃在1888年加入进来，形成“阿旺桥派”。
蓬塔旺仍吸引着艺术家和艺术爱好者，除了镇上的蓬塔旺美术馆之外，还有很多商业画廊。蓬塔旺当代艺术学院(PASCA) 位于历史性的蓬塔旺艺术家聚集地。

### 景点
蓬塔旺在吸引高更和其他艺术家之前，是一个磨坊中心，利用阿旺河的水力，兴建了一系列水磨坊。不过现在仅仅保留了最后几个轮子。大普尔甘磨坊（Le Moulin du Grand Poulguin）现在是一个餐厅，可以看到内部的机器。
镇外的山毛榉树林是许多艺术家的灵感来源。
在小镇西北的尼宗（Nizon），坐落着吕斯泰方城堡（Château de Rustéphan）美丽的废墟。

## 人口

1962-2008年间蓬塔旺人口变化图示

蓬塔旺于2022年1月1日时的人口数量为2796人。